# The Phantom Agony (singolo)
The Phantom Agony è un singolo del gruppo musicale olandese Epica, pubblicato il 29 ottobre 2003 come primo estratto dall'album omonimo.

## Descrizione
Traccia conclusiva dell'album, si tratta di una suite suddivisa in tre parti distinte e intitolate Impasse of Thoughts, Between Hope and Despair e Nevermore.

## Tracce
1. The Phantom Agony (Single Version) – 4:35 (testo: Mark Jansen – musica: Mark Jansen, Ad Sluijter, Yves Huts)
2. Veniality (Previously Unreleased Track) – 4:36 (testo: Simone Simons – musica: Mark Jansen, Ad Sluijter, Coen Janssen, Simone Simons)
3. Façade of Reality (The Embrace That Smothers - Part V) – 8:12 (testo: Mark Jansen – musica: Mark Jansen, Ad Sluijter, Simone Simons)
4. Veniality (Previously Unreleased Orchestral Version) – 4:37 (testo: Simone Simons – musica: Mark Jansen, Ad Sluijter, Coen Janssen, Simone Simons)

## Formazione
Gruppo
- Simone Simons – mezzosoprano
- Mark Jansen – chitarra, grunt e scream, arrangiamenti orchestrali
- Ad Sluijter – chitarra
- Coen Janssen – sintetizzatore, pianoforte, arrangiamenti orchestrali e del coro
- Yves Huts – basso
- Jeroen Simons – batteria, percussioni

Altri musicisti
- Robert Hunecke-Rizzo – arrangiamenti orchestrali
- Epica Orchestra
  - Thomas Glöckner – violino
  - Andreas Pfaff – violino
  - Tobias Rempre – violino
  - Marie-Thereis Stumpf – viola
  - David Schelage – viola
  - Jorn Kellermann – violoncello
  - Cordula Rohde – violoncello
  - Andrè Neygenfind – contrabbasso
- Epica Choir
  - Melvin Edmondsen – basso
  - Previn Moore – tenore
  - Bridget Fogle – contralto
  - Cinzia Rizzo – contralto
  - Annie Goebel – soprano
  - Amanda Somerville – soprano

Produzione
- Sascha Paeth – produzione, registrazione, ingegneria del suono, missaggio
- Olaf Reitmeier – registrazione, ingegneria del suono, registrazione ed editing aggiuntivi
- Annie Gerbel – registrazione ed editing aggiuntivi
- Hans van Vuuren – produzione esecutiva
- Peter van 't Riet – mastering